# Pruzhany

Brasão

Pruzhany é uma cidade localizada na província (voblast) de Brest, na Bielorrússia. 
Pruzhany é o centro de um distrito na Região Brest, na Bielorrússia. A sua população é de pouco mais de 20 mil habitantes.
Pruzhany chamava-se Dabuchin desde 1487. No século XVI pertenceu à rainha italiana Bona Sforza da Polônia. Ela levou influências renascentistas e o desenvolvimento do comércio como parte da República das Duas Nações. Em 1589, sua filha Anna declarou Pruzhany como cidade e garatiu a ela seu brasão, que é representado por um escudo de prata com uma cobra azul engolindo um bebê. O brasão é o mesmo da família Sforza de Milão. Durante a metade do século XIX o rico senhor de terras polonês Walenty Szwykowski construiu um parque e um palácio que existem até hoje. No palácio reside uma rica coleção da história e arte da região.
Pruzhany está localizada na confluência do rio Mukhna e do Canal Vets que dá início ao rio Mukhavets. Em 2003, a parte central da cidade submeteu-se a uma considerável reconstrução para preparar a cidade para o festival nacional de colheita “Dozhinki” no outono de 2003.